# Nationalgalerie Armeniens
Die Nationalgalerie Armeniens ist das größte Kunstmuseum der Republik Armenien, zugleich die weltweit größte Sammlung armenischer Kunst, und präsentiert seine Kunstwerke in 56 Ausstellungshallen und -räumen.

## Abteilungen
Mit dem Stand von April 2022 verfügt die Nationalgalerie über dreizehn Abteilungen:
- Abteilung für armenische Malerei
- Abteilung für ausländische Malerei
- Abteilung Grafik und Gravur
- Abteilung Bildhauerei
- Abteilung für dekorative und angewandte Kunst
- Abteilung für Ausstellungen
- Abteilung Inventarisierung und Konservierung der Lagerbestände
- Abteilung Restaurierung und Konservierung
- Abteilung für Exkursionen
- Wissenschaftliche Bildungsabteilung
- Abteilung Veröffentlichungen
- Abteilung Marketing und interkulturelle Beziehungen
- Abteilung Manuskripte und Dokumente

## Geschichte

### 1921 bis 1935: Kunstabteilung des Staatlichen Museums
Die Nationalgalerie von Armenien wurde 1921 auf Beschluss der armenischen Sowjetregierung als Kunstabteilung des Staatlichen Museums gegründet. Martiros Sarjan wurde zum Direktor des Museums ernannt, während Wrtanes Achikjan zum Leiter der Kunstabteilung ernannt wurde. Das Staatliche Museum befand sich damals in der Astafian- bzw. Abowjan-Straße im zweistöckigen Tuffsteingebäude des Knabengymnasiums (Architekt V. Simonson), in dem auch die öffentliche Bibliothek Jerewans und der Konzertsaal untergebracht waren. Das Gebäude diente auch als Unterkunft für die aus Westarmenien stammenden Waisenkinder, Überlebende des Völkermords an den Armeniern. Aus diesem Grund fanden in den ersten vier Jahren nach der Eröffnung des Museums keine Ausstellungen statt. Wegen des Mangels an Ausstellungen äußerte Anatoli Lunatscharski bei seinem Besuch in Armenien im Jahr 1924 seinen Unmut über das Museum und verglich es mit einem großen, bunten Lagerraum.
Nach Angaben der Galerie zeigt die Liste der geladenen Gäste zur Eröffnungsfeier des "Kunstmuseums" am 14. August 1921 ein sehr vielfältiges Spektrum der Teilnehmer an dieser Veranstaltung auf. Unter den Anwesenden waren Maler, Schauspieler, Musiker, Beamte, Arbeiter, Soldaten, Schüler und Studenten. Zu den ersten Besuchern gehörten die Künstler Karo Halabjan, Sargis Chatschatrjan, Taragros, der Komponist Romanos Melikjan und andere. 130 Personen nahmen an der Eröffnungsfeier teil.
Die erste Anzahl von mehreren Dutzend Werken wurde im Juli 1921 von der Regierung aus der 5. Ausstellung der "Union der armenischen Künstler" für das Museum erworben. Diese Ausstellung wurde in dem nach Stepan Schahumjan benannten Zentralklub der Arbeiter organisiert. Darunter befanden sich Werke der Maler Jegische Tadewosjan, Sedrak Arakeljan, Hakob Hakobjan, Wrtanes Achikjan, Grigor Scharbabtschjan, des Grafikers Edgar Chahine und vieler anderer.
Im September desselben Jahres wurde das ehemalige Lasarew-Institut durch einen Erlass des Allrussischen Zentralen Exekutivkomitees in Moskau in Kulturhaus des Sowjetischen Armeniens umbenannt. Zu diesem Zeitpunkt gingen dessen materielle und kulturelle Werte in den Besitz des sowjetarmenischen Staates über. Diese Entscheidung spielte eine wichtige Rolle bei der Bildung der Museumssammlung, da alle russischen und europäischen Kunstwerke vom Armenischen Museum erworben wurden. Dies war Ausdruck der Sammlungspraxis des Museums, Werke der internationalen bildenden Kunst und der dekorativen angewandten Kunst zu sammeln.
Vierhundert Werke armenischer, russischer und europäischer Künstler wurden in der 1925 in Jerewan veröffentlichten "Kurzliste" der Abteilung für Schöne Künste des Staatlichen Museums aufgeführt, die in insgesamt sechs Sälen ausgestellt wurden. Jene Liste entsprach dem ersten kurzen Nachschlagewerk des Museums, das neben anderen Daten auch die Namen von Wohltätern wie dem in Moskau ansässigen Architekten und Ingenieur Hakob Ekisler (Ekisjan) enthielt. Seine Schenkungen der Werke von Aiwasowski, Wardges Surenjanz, Schtschedrin, Iwan Schischkin, Wassili Polenow, Wladimir Makowski und anderen zählen zu den Meisterwerken der Galerie.
1923 wandte sich der Volkskommissar für Bildung Askanas Mrawjan an die französisch-armenischen Maler mit der Bitte, das Museum nach Kräften zu unterstützen. Seinem Hilferuf folgten Vartan Makhokhian, Z. Zardarian, T. Yesayan, S. Khachatrian, Raphael Chichmanian und andere, die dem Museum bis 1935 insgesamt vierzig Werke schenkten. Zu den Stiftern des ersten Jahrzehnts der Museumstätigkeit gehörten die Maler Martiros Sarjan, Jegische Tadewosjan, Panos Terlemesjan, Wahram Gaifedschjan, die Sammler V. Vahanian, Dikran Khan Kelekian und Varvareh Kananian. Zu den Schenkungen gehörten auch die Werke der berühmten russischen Maler Alexander Benois, Anna Ostroumowa-Lebedewa, Jewgeni Lansere, die der Galerie ihre eigenen Werke schenkten. Später wurde die Sammlung russischer Kunst dank der Schenkung von Isaak Brodski um die Werke der weltberühmten Künstler des 20. Jahrhunderts Konstantin Juon, Boris Grigorjew, Boris Anisfeld und Filipp Maljawin bereichert.

### 1935 bis 1947:Staatliches Museum der Schönen Künste
Ende 1924 zog der Kunsthistoriker Ruben Drambjan auf Wunsch von Alexander Tamanjan und Martiros Sarjan von Leningrad nach Jerewan. Nachdem er 1925 seine Arbeit im Staatlichen Russischen Museum aufgegeben hatte, übernahm Drambjan die Leitung der Abteilung für Schöne Künste. 1935, als die wesentlich erweiterte und vergrößerte Abteilung zu einem unabhängigen Staatlichen Museum der Schönen Künste heranwuchs, wurde Drambjan ihr erster Direktor und war bis 1951 in diesem Amt tätig. Dank der durch ihn geplanten und systematisierten Verteilung der Sammlungen (Ankäufe von Ausstellungen, Ateliers, Privatpersonen, Zuweisungen aus dem Museumsfonds Russlands, der Staatlichen Eremitage, dem Staatlichen Russischen Museum, nationalen Sammlungen) sowie durch kontinuierliche Schenkungen erlangte das Museum der Schönen Künste nach eigenen Angaben schnell Bekanntheit als eines der besten Museen der Sowjetunion. In dieser Phase wurde Forschung zu einem Bestandteil der Museumstätigkeit: Unter der Leitung der aus Moskau eingeladenen Kunsthistorikerin und Kennerin alter Kunst Lidija Durnowo (1882–1963) begann das Museum mit der Erforschung und Nachbildung mittelalterlicher armenischer Fresken und Miniaturen. Chatschatrjan, M. Tschubarjan, R. Loris-Melikow, W. Baghdassarjan, G. Chanaghjan und H. Gharagjosjan studierten die Spezialberufe der Reproduktion und Restaurierung. Auf Expeditionen in verschiedene Regionen Armeniens entdeckten, untersuchten, datierten und reproduzierten sie die Werke der armenischen Monumentalmalerei.
Viele der Fresken, welche zerstörte, sich selbst überlassene Kirchen schmückten, existieren heute nicht mehr, sodass ihre Nachbildungen den Wert von Originalwerken erlangt haben. Dank Durnowo und dem damaligen Team junger armenischer Künstler können die Besucher der Nationalgalerie heute die Fresken von Arutschawank, Lmbatavank, dem Kloster Tatew und vielen anderen Kirchen sehen. Die Sammlung wurde später durch zusätzliche neue Reproduktionen stark erweitert. Bis 1985 war es möglich, diese Fresken, sowie die Reproduktionen von Miniaturen und hochreliefierten Kirchenskulpturen in besonderen Räumen des neuen Galeriegebäudes auszustellen. Die Ausstellung der mittelalterlichen Kunst zeigt die chronologische Abfolge der armenischen bildenden Kunst, vom frühen Mittelalter bis zur Kirchenmalerei des 17. und 18. Jahrhunderts. Von 1930 bis 1950 wurde die Sammlung des Museums regelmäßig erweitert, was zu Wechselausstellungen, Kurzkatalogen und Broschüren führte. Die armenische, russische und westeuropäische Kunst wurde in drei Abteilungen der Dauerausstellung präsentiert. Die Arbeit wurde von den jeweiligen Forschungsabteilungen verwaltet.
In jenem Zeitraum wurde die Sammlung durch die Schenkungen dreier bekannter Sammler bereichert. Der rumänisch-armenische Kunsthistoriker Grigor Zambakhchian schenkte dem Museum eine Reihe wertvoller Gemälde von Théodore Rousseau, Narcisso Virgilio Díaz de la Peña, Adolphe Monticelli, Eugène Boudin, A. Bénard und anderen, die der Sammlung französischer Malerei eine neue Qualität verliehen. Die große Sammlung eines anderen rumänisch-armenischen Sammlers, Vahan Barakian, die dem Museum geschenkt wurde, bestand aus Gemälden und grafischen Werken prominenter rumänischer Maler, europäischen Stichen sowie hundertfünfzig Stücken dekorativer angewandter Kunst. 1936 erweiterte der bekannte armenische Grafiker Edgar Chahine, der in Frankreich große Anerkennung genoss, die Zahl seiner Werke im Museum um hundertsiebzig Stiche, die er aus Paris für seine Privatausstellung in Jerewan schickte. Dreißig Gemälde und neun Zeichnungen des weltbekannten Marinekünstlers Aiwasowski wurden in die Sammlung durch Abraham Zintchian (Frankreich) übergeben. Eines der wichtigsten Ereignisse in der Geschichte des Museums ist mit dem Namen Aiwasowski verbunden. Im Zweiten Weltkrieg arbeitete das Museum uneingeschränkt weiter. Um die Sicherheit seiner Sammlungen zu gewährleisten, bot es Platz für die wertvolle Sammlung und das Archiv der aus Feodossija (Krim) evakuierten Aiwasowski-Galerie. Seit dem 8. November 1941 wurde die Sammlung in Jerewans Museum der Schönen Künste aufbewahrt. Am 2. Mai 1942 wurde sie anlässlich des 125-jährigen Jubiläums des Aiwasowski-Museums gemeinsam von der Museumsverwaltung und dem Künstlerverband Armeniens ausgestellt. Die Ausstellung fand in der sogenannten Persischen Moschee statt, die damals die Künstlervereinigung beherbergte. Die Ausstellung zeigte siebenundfünfzig maritime Stücke von Aiwasowski sowie die Werke von zehn verschiedenen westeuropäischen Malern. An der Eröffnungszeremonie nahmen Martiros Sarjan, der Leiter der Abteilung für kulturelle Angelegenheiten A. Schahinjan, der Akademiker J. Orbeli, der Direktor des Museums Ruben Drambjan und der Direktor der Aiwasowski-Galerie von Feodossija N. Barsamow teil. In nur zwölf Tagen besuchte die große Zahl von 45000 Menschen die Ausstellung. Am 5. November 1944 wurden alle Gemälde wieder an die Galerie auf der Krim zurückgegeben.

### 1947 bis 1991:Staatsgalerie von Armenien
Im Jahr 1947 wurde das Museum zunächst in „Staatsgalerie von Armenien“ umbenannt, bis es 1991 nach der Unabhängigkeit Armeniens in „Nationalgalerie von Armenien“ umbenannt wurde. Das Jahr 1948 markierte den Beginn des Umbaus des Museumsgebäudes. Nach und nach erweiterte die Galerie ihren Tätigkeitsbereich. So wurden 1948 in Zusammenarbeit mit der Kunstabteilung der Armenischen Nationalen Akademie der Wissenschaften zwei Arbeiten publiziert: Die Miniaturen von Armenien und Armenische Kunst des 19. und 20. Jahrhunderts.
1951, nach siebenundzwanzig Jahren der Leitung der Galerie, verließ Drambjan seinen Posten als Direktor, aber seine Zusammenarbeit mit der Galerie dauerte noch jahrelang an. Er blieb Mitglied des Wissenschaftlichen Rates, war weiterhin ein enger Berater und veröffentlichte 1982 sein Buch Die Staatsgalerie von Armenien auf Russisch. Nur ein Jahr lang wurde die Galerie von dem Kunsthistoriker Wahan Harutjunjan und daraufhin von 1952 bis 1962 von Ruben Parsamjan verwaltet.
In dieser Zeit setzte die Galerie ihre Tätigkeit kontinuierlich fort, indem sie die Sammlungen erforschte, erweiterte, private Ausstellungen armenischer Künstler organisierte und die „Abteilung für Manuskripte und Dokumente“ unter der Leitung von Daniel Dsnuni eröffnete. Letzterer wurde mit der Vorbereitung der Veröffentlichung des Wörterbuchs der armenischen Kunsthistoriker(herausgegeben 1977) und des Albums Die Staatsgalerie von Armenien beauftragt, dessen Einleitung von Drambjan (1956) verfasst wurde. Auf der Grundlage der bestehenden Sammlungen wurden neue Forschungsabteilungen geschaffen. Zu diesem Zweck wurden Absolventen des Leningrader Kunstinstituts „Ilja Repin“ als Mitarbeiter der Forschungsabteilung der Galerie eingestellt.
1946 empfing Jerewan den bekannten Künstler Bedros (Bedo) (auch Petros, Peto) Kontradjian aus Paris, der dem Museum fünfzig Gemälde und etwa sechshundert grafische Werke schenkte. 1958 organisierte ein anderer französischer Armenier, Hakob Arakelian, die Sammlung des künstlerischen Erbes des Bildhauers Hakob Gjurdschjan, darunter Büsten, Kompositionen, grafische Werke und wichtiges Archivmaterial. Die Gesamtzahl der Werke, die insgesamt vierhundert Stück umfasste, wurde in die Galerie übertragen. Im Jahr 1959 veranstaltete das Museum eine Ausstellung der Werke des Bildhauers, die nach Angaben des Museums in der Öffentlichkeit, insbesondere bei jungen Bildhauern, großen Anklang fand.
1962 wurde der Maler und Bühnenbildner Armen Tschilingarjan zum Direktor der Galerie ernannt, nachdem der amtierende Direktor Ruben Parsamjan eine andere Stelle angenommen hatte. In den Jahren seiner Amtszeit wurden die Sammlungen des Museums auf Initiative der Kunsthistorikerin der Abteilung für russische und westeuropäische Kunst, Mary Sargsjan, erheblich bereichert. In dieser Zeit erwarb die Galerie wertvolle Werke bekannter russischer Maler des 20. Jahrhunderts wie Robert Falk, Pawel Filonow, Ilja Maschkow, A. Kariow, Natan Altman und andere. Russische Ikonen aus dem 17. und 18. Jahrhundert wurden aus den Kremlmuseen in Moskau geschickt. 1965 fand die erste private Ausstellung von Robert Falks Werken statt, die von seiner Witwe A. Schtschekin-Krotowo unterstützt wurde. Die Ausstellung war in jenen Jahren ein sehr besonderes Phänomen, da der Maler aus politischen Gründen in Ungnade gefallen war. Auf diese Ausstellung von Falks Werken folgte eine weitere in Nowosibirsk und später in Moskau. Die Galerie erwarb mehr als ein Dutzend Werke aus dieser Ausstellung, und drei weitere wurden dem Museum von der Witwe des Malers geschenkt.
Ein Jahr später fand in Jerewan eine weitere bedeutende Ausstellung statt, die grafischen Werke von Pablo Picasso aus der Sammlung von Ilja Ehrenburg.
In den 1960er Jahren gab es weitere wichtige Erweiterungen der Museumssammlung. Aghasi und Azganush-Darbinian aus Paris schenkten der Galerie siebzig von Tigrane Polad gezeichnete Illustrationen der Fabeln von La Fontaine sowie fünfundzwanzig Radierungen von Edgar Chahine. Sie organisierten auch die Übergabe von über hundert Werken des künstlerischen Erbes von Ohannès Alhazian an die Galerie. Der berühmte amerikanische Künstler Rockwell Kent schenkte der Galerie bei seinem Besuch in Jerewan im Rahmen einer Privatausstellung vierzehn seiner Gemälde. Die französisch-armenische Bildhauerin Daria Kamsarakan (Gamsaragan) präsentierte zwei Skulpturen aus Marmor und Bronze. Im Anschluss an eine Ausstellung zeitgenössischer französisch-armenischer Maler, die von der französisch-armenischen Kulturunion veranstaltet wurde, wurden dreiundsechzig der ausgestellten Werke als Spende nach Armenien geschickt. Libanesisch-armenische Künstler schenkten der Galerie ebenfalls ihre ausgestellten Werke. Von besonders großem Wert für das Museum waren die Werke der italienisch-armenischen Bildhauerin Nvard Zarian. Dreiundzwanzig ihrer Werke erhielten Platz in der Skulpturensammlung der Galerie.
In den Jahren 1967 bis 1986 wurde die Galerie vom Künstler Edouard Isabekjan geleitet. Die ersten Jahre seiner Tätigkeit fielen mit dem Bau des neuen Ausstellungsgebäudes zusammen, entworfen von den Architekten Mark Grigorjan und A. Ghasarjan.
Im Jahr 1977 wurde das Museum mit einer neuen Ausstellung seiner Sammlungen wiedereröffnet. Einige Jahre später wurde das Gebäude in der Nalbandjan-Straße in Betrieb genommen. In den vier Stockwerken des Gebäudes wurden die Sammlungsdepots, das Restaurierungsatelier, die Forschungsabteilungen sowie die Abteilung für Inventarisierung und Konservierung untergebracht. Außerdem wurden die Forschungsabteilungen für Bildhauerei, dekorativ-angewandte Kunst und die Abteilung für Filialverwaltung eröffnet. Letztere Abteilung koordinierte die Arbeit der Satellitenmuseen in verschiedenen Regionen der Republik in Etschmiadsin, Hrasdan, Dschermuk, Martuni, Leninakan, Kirowakan, sowie die Ausstellungshallen in Alawerdi und Jeghegnadsor. Aus den Museumssammlungen wurde eine Sammlung von Werken armenischer Künstler ausgewählt, die in dem neuen Gebäude als Dauerausstellung gezeigt werden sollte. Außerdem fanden dort regelmäßig thematische Ausstellungen und private Ausstellungen lokaler Maler statt.
1972 wandte sich der Direktor des „Klubs der Freunde von Georgi Jakulow“ in Paris, der Maler Raphael Kherumian, in einem Brief an die sowjetarmenische Regierung und erklärte sich bereit, die Gemälde und Grafiken des Künstlers Jakulow nach Armenien zu bringen. Die Galerie wurde mit der Überführung der Werke von Paris nach Jerewan beauftragt. Durch die Schenkungen wurde nicht nur die Sammlung der Galerie erweitert, sondern auch die armenische Sammlung der bildenden Kunst des frühen 20. Jahrhundert. Bald darauf fand eine Retrospektive des Künstlers statt, an der sich verschiedene Museen der Sowjetunion beteiligten. Die Ausstellung wurde dann nach Moskau in das Staatliche Museum für Orientalische Kunst gebracht.
Gleichzeitig baute die Staatliche Galerie von Armenien ihre Beziehungen zu den Museen in Moskau und Leningrad in den Bereichen Forschung und Ausstellungstätigkeit aus. Die Eremitage stellte eine denkwürdige Ausstellung von Gemälden der französischen Impressionisten aus ihrer Sammlung zusammen und veranstaltete sie. Die Gemälde von Wassily Kandinsky und Marc Chagall vertraten die Staatliche Galerie von Armenien in gemeinsamen internationalen Ausstellungen. Vertreter der Galerie nahmen regelmäßig an den jährlichen Symposien des Internationalen Museumsrats teil.
Ein weiteres bemerkenswertes Ereignis dieser Zeit, das vom wissenschaftlichen Rat der Galerie beschlossen wurde, war eine dokumentarische Reproduktion des Freskos im Kobayr-Kloster (12.–13. Jahrhundert). Es wurde in die Dauerausstellung des Museums aufgenommen. Außerdem gelang es der armenischen Expedition, die zentralen Apsiden der Kirche des Heiligen Stephan (15. Jahrhundert) in Feodossija und des Heilig-Kreuz-Klosters (1338) auf der Krim nachzubilden.
Die Leiter der Galerien und die Rundführer wurden in der Staatlichen Eremitage und im Staatlichen Russischen Museum weitergebildet. Die genannten Museen, insbesondere die Eremitage, waren jedes Jahr Gastgeber für Museumsforscher, die auf dem Gebiet der russischen und europäischen Malerei, Grafik und angewandten Kunst arbeiteten. Die Zusammenarbeit mit bekannten russischen Kunsthistorikern ermöglichte es, die Werke bestimmter Künstler und Schulen in der Sammlung der Galerie zu entschlüsseln.
In diese Zeit fällt auch die Veröffentlichung einer Reihe von Album-Katalogen, nämlich Hakob Hownatanjan und seine Vorgänger, Sargis Chatschatrjan, Jeghische Tadewosjan, Wano Chodschabekjan, Sedrak Raschmadschjan, Sedrak Arakeljan, Edgar Chahine und andere. Die Sammlung europäischer Kunst wurde durch den Erwerb des Porträts von Gajzágó Salomon bereichert, das von dem ungarischen Künstler Ignác Roskovics gemalt und der Galerie von der Armenischen Gesellschaft Ungarns geschenkt wurde. Das Porträt ist nun in der Dauerausstellung der Galerie zu sehen. Der Schriftsteller und Dramatiker Gajzágó war armenischer Abstammung, dessen Vorfahren 1672 nach Ungarn gezogen waren.
Ein weiterer Beitrag zur Museumssammlung waren die Schenkungen des Malers Raphael Kherumian aus Paris. Er präsentierte die Gemälde Porträt eines unbekannten Mannes des flämischen Künstlers Marcus Gerards d. J. und Porträt eines Mannes, das dem spanischen Maler Francisco de Goya zugeschrieben wird. Die US Union of All-Sebastia-Armenians spendete Die Salbung Davids, gemalt von Antonio Molinari, einem Künstler der venezianischen Schule. Das Thema ist dem Alten Testament entnommen und das Gemälde wurde Ende des 17. und Anfang des 18. Jahrhunderts fertiggestellt. Ein weiterer Beitrag von Antonio Molinari war das Marmorkunstwerk Büste des Cäsar des italienischen Bildhauers G. Biagiotti. Der Bildhauer Khoren Der-Harootian vertraute der Galerie die Zeichnung Das Modell von Auguste Rodin an. Der Französisch-Armenier Albert Ashchian schenkte der Galerie drei Gemälde des zeitgenössischen spanischen Künstlers Juan Ripolles.
In den 1970er Jahren lösten Schenkungen auch die Erweiterung der Sammlung russischer Kunst aus. So steuerte ein Archiv für Kunstwerke aus Sagorsk grafische Werke der bedeutenden russischen Maler des 20. Jahrhunderts Michail Le Dantu, Léon Bakst, Olga Rosanowa, Wladimir Konaschewitsch und anderer zur Museumssammlung bei. Das All-Union Center of Productive Painting schenkte dem Museum neun Skulpturen der bekannten Bildhauerin Sarra Lebedewa und eine Reihe von Gemälden von W. Roschdestwenski, W. Stoscharski, S. Savitskas und anderen.
Zu den Schenkungen gehörten auch die Werke armenischer Künstler. Der Sammler Aghasi Darbinian (Paris) schenkte ein Pastell des Kupferstechers Tigrane Polat. Der Maler Richard Jeranian (Paris) schenkte vierzehn Radierungen desselben Autors. Jean Jansem schickte dreißig seiner Stiche und Zeichnungen, während Jean Carzou 118 Lithographien schenkte. Vardush Muradian, die Schwester von Arshile Gorky, vertraute der Galerie die Zeichnung Sitzende Frau des Künstlers an.
1975 gab der Verlag Aurora das umfassende Album The Art Gallery of Armenia heraus, das von N. Masmanjan auf Englisch und Französisch zusammengestellt wurde. In den 1980er Jahren fanden mehrere Jubiläumsausstellungen statt, die von Hakob Gjurdschjan, Sedrak Raschmadschjan, Sedrak Arakeljan, Hakob Kodschojan und Georgi Jakulow. Zu allen Ausstellungen wurden gedruckte Kataloge herausgegeben.
Dank der größeren Ausstellungen, die in verschiedenen Städten der UdSSR organisiert wurden, erlangten armenische Künstler dort breite Anerkennung. In Tiflis wurde beispielsweise eine Ausstellung mit Werken von Geworg Baschindschaghjan gezeigt, während in Kaunas Sedrak Arakeljan zu Gast war. In Machatschkala wurde armenische Malerei und angewandte Kunst gezeigt, in Lemberg die armenische Kunst des 18. und 20. Jahrhunderts, sowie die Weberei und Silberkunst. In Kiew wurde aus der Sammlung der Galerie die russische Malerei des 19. und 20. Jahrhunderts ausgestellt.
Im Mai 1986 schied Edouard Isabekjan aus dem Amt des Direktors aus und beendete damit seine neunzehn Jahre andauernde Tätigkeit in diesem Kulturzentrum. Im Juli desselben Jahres wurde das Amt von Alexander Ter-Gabrieljan übernommen, der jahrelang als Leiter der Kunstabteilung des Kulturministeriums der Armenischen SSR tätig gewesen war und die Tätigkeit der Galerie gut kannte.
In der Zeit der Sowjetherrschaft war die Galerie in das gesamtuniversitäre Kultursystem eingebunden, was ihre Teilnahme an den im ganzen Land organisierten Konferenzen und Vorbereitungskursen sicherstellte. Als Mitglied der sowjetischen Abteilung des Internationalen Museumsrats (ICOM) wurden Vertreter der Staatsgalerie regelmäßig zu den Sitzungen in den Hauptstädten der verschiedenen Sowjetrepubliken eingeladen, Moskau, Lemberg, Alma-Ata, Wladimir, Vilnius usw. Diese Treffen stärkten die Beziehungen zwischen den verschiedenen Museen innerhalb der Sowjetunion. Auf Initiative der Eremitage konnte das armenische Publikum die Ausstellungen „Westeuropäische Kupferstiche des 18. Jahrhunderts“ und „Westeuropäische Landschaften des 19. Jahrhunderts“ kennenlernen. Anlässlich der Kulturtage der RSFSR in Armenien wurde im Staatlichen Russischen Museum in Leningrad die Ausstellung „Russische Sowjetlandschaft“ gezeigt. Die retrospektive Ausstellung über die Kultur und Kunst in der Armenischen SSR wurde in Moskau organisiert. Die Galerie organisierte auch Ausstellungen ihrer Sammlung in Sotschi, Alma-Ata und Ismajil.

### Seit 1991:Nationalgalerie Armeniens
Im Jahr 1991 wurde Armenien unabhängig. Das Land geriet aufgrund des Zusammenbruchs der Sowjetunion in eine schwere politische, sozioökonomische und kulturelle Krise. Neben den wissenschaftlichen und kulturellen Einrichtungen war auch die Staatliche Galerie Armeniens davon beeinflusst. Im Jahr der Unabhängigkeit wurde der Kunsthistoriker Schahen Chatschatrjan zum Direktor der Galerie ernannt. Dieser hatte zuvor mit der Abteilung für armenische bildende Kunst der Staatlichen Galerie zusammengearbeitet und war seit 1967 Direktor des Martiros-Sarjan-Museums gewesen. Ebenfalls 1991 wurde die Galerie in "Nationalgalerie von Armenien" (NGA) umbenannt.
Im selben Jahr bestätigte das Kulturministerium der Republik Armenien ein neues Statut der NGA. Durch die Zusammenlegung der früheren armenischen Abteilungen für alte und mittelalterliche, neue und moderne Kunst wurde eine gemeinsame Abteilung für armenische Malerei gegründet. Es wurden auch Abteilungen für ausländische und russische Malerei geschaffen, die zur Abteilung für ausländische Malerei wurden.
In den 1990er Jahren hatten die Forscher keine Möglichkeit mehr, an Konferenzen und Fortbildungskursen teilzunehmen, die in den größten erhaltenden Zentren der ehemaligen UdSSR stattfanden. Die Verbindungen zu ausländischen Museen und Kultureinrichtungen wurden schwierig. Im Jahr 1992 präsentierte die Galerie den Besuchern neue Dauer- und Wechselausstellungen; im Zeitraum 1991–2000 wurden etwa hundertdreißig Ausstellungen organisiert. Die verschiedenen Sammlungen des Museums wurden ebenso präsentiert wie Einzelausstellungen verschiedener zeitgenössischer Künstler. Erwähnenswert sind die Ausstellungen: "Three Coloured Worlds" (Martiros Sarjan, Harutjun Kalenz und Minas Awetissjan) sowie "Sea Song" in Marseille (Hovhannes Aiwasowski und seine Nachfolger). Die Sammlung der Galerie, die zum größten Teil durch Schenkungen zustande kam, wurde vor allem durch die Armenier aus der Diaspora ständig erweitert, und in diesen Jahren begannen die Nationalgalerie und der neu gegründete Verlag "Sargis Chatschenz" mit der Herausgabe von Kunstliteratur, die von den Originalen ins Armenische übersetzt wurde. Der erste dreisprachige Führer der Galerie wurde auch in Frankreich veröffentlicht, ebenso wie die Alben "Armenische Künstler des 19. und 20. Jahrhunderts" und "Christliches Armenien - 1700".
Im Jahr 2002 wurde der Maler und Professor Parawon Mirsojan zum Direktor der NGA ernannt. Im selben Jahr erließ das Kulturministerium der Republik Armenien einen Erlass, der besagte, dass die "Nationalgalerie von Armenien" in eine gemeinnützige Organisation umgewandelt werden sollte. Am 18. Mai 2004, nach dem von der Lincy Foundation unterstützten Wiederaufbau, hat die Nationalgalerie von Armenien neue Dauerausstellungen eingerichtet und ihre Türen für Besucher geöffnet.
In den 2000er Jahren wurde die Dauerausstellung des Museums durch neue dekorative Kunstwerke des antiken Griechenlands und Ägyptens, grafische Werke von Edgar Chahine, neue Abteilungen für östliche Kunst (China, Japan, Iran und Indien), westeuropäische Uhren aus dem 18. und 20. Jahrhundert und Skulpturen von Hakob Gjurdschjan bereichert. Im Jahr 2004 wurde die Abteilung für Öffentlichkeitsarbeit eröffnet, die seit 2008 zusätzlich zu ihren üblichen Aufgaben auch Forschungs- und Bildungsaktivitäten für die Öffentlichkeit anbietet. Seit 2009 arbeiten Freiwillige aus verschiedenen lokalen Universitäten im NGA. In diesen Jahren (bis 2011) hat die Galerie rund zweihundertdreißig Ausstellungen in Armenien und im Ausland organisiert.
Einige Ausstellungen, die nach Angaben des Museums bei der Bevölkerung großen Anklang fanden, waren das 125-jährige Jubiläum von Georgi Jakulow und das 150-jährige Jubiläum von Wardges Surenjanz. Die klassische armenische bildende Kunst wird regelmäßig im Rahmen verschiedener internationaler Ausstellungen einem ausländischen Publikum vorgestellt. Ausstellungen von Werken internationaler Künstler sind häufiger geworden. Als eine der erfolgreichsten gilt (laut Museum) die 2011 vom Kulturministerium der Republik Armenien organisierte Ausstellung "Dali und die Surrealisten", die bei den armenischen Kunstliebhabern vor Ort ein außergewöhnliches Interesse hervorrief.
Seit 2005 wird im Museum das jährliche Festival für klassische Musik "Nationalgalerie" veranstaltet, das Musik und bildende Kunst im Freskensaal der Galerie zusammenführt. Ebenfalls seit 2005 wird das internationale Projekt "Museumsnacht" durchgeführt. In Zusammenarbeit mit ausländischen Botschaften finden in der Nationalgalerie regelmäßig Kulturtage anderer Länder statt.
Im Jahr 2015 wurde Arman Zaturjan Direktor der Nationalgalerie.
2020 übernahm Marina Hakobjan, zuvor wissenschaftliche Sekretärin der Nationalgalerie, das Amt der Direktorin von Arman Zaturjan.